# Himalcoelotes sherpa
Himalcoelotes sherpa là một loài nhện trong họ Amaurobiidae.
Loài này thuộc chi Himalcoelotes. Himalcoelotes sherpa được Paolo Marcello Brignoli miêu tả năm 1976.